# Kōkyū no Karasu
Kōkyū no Karasu (後宮の烏?) es una serie de novelas ligeras japonesas escritas por Kōko Shirakawa e ilustradas por Ayuko. Shueisha ha publicado siete volúmenes desde abril de 2018 bajo su sello Shueisha Orange Bunko. Una adaptación de la serie de televisión de anime de Bandai Namco Pictures se publicó en octubre de 2022.

## Personajes
Jusetsu Ryū (柳寿雪 Ryū Jusetsu?)
 Seiyū: Saku Mizuno
Kōshun Ka (夏高峻 Ka Kōshun?)
 Seiyū: Masaaki Mizunaka
Sei Ei (衛青 Ei Sei?)
 Seiyū: Taku Yashiro
Jiujiu (九九?)
 Seiyū: Marika Kouno

## Media

### Novela ligera
En Anime Expo 2022, Seven Seas Entertainment anunció que obtuvo la licencia de la serie para su publicación en inglés.

### Anime
El 14 de diciembre de 2021 se anunció una adaptación al anime. Más tarde se confirmó que era una serie de televisión producida por Bandai Namco Pictures y dirigida por Chizuru Miyawaki, con Satomi Ooshima supervisando los guiones, Shinji Takeuchi adaptando los diseños de personajes de Ayuko para la animación y Asami Tachibana componiendo la música. Se estrenó el 1 de octubre de 2022. Crunchyroll obtuvo la licencia de la serie fuera de Asia.